# Beni (Sängerin)/Diskografie
Diese Diskografie ist eine Übersicht über die veröffentlichten Tonträger, DVDs sowie Fotobücher und Kalender der japanischen Sängerin Beni. Den Schallplattenauszeichnungen zufolge hat sie bisher mehr als drei Millionen Tonträger verkauft. Ihre erfolgreichste Veröffentlichung ist die Single Mō Ichi do... zusammen mit Dohzi-T mit über 1,7 Millionen verkauften Einheiten.

## Alben

### Studioalben
| Jahr | Titel          | Höchstplatzierung, Gesamtwochen, AuszeichnungChartsChartplatzierungen (Jahr, Titel, Platzierungen, Wochen, Auszeichnungen, Anmerkungen) | Anmerkungen                                                    |
| Jahr | Titel          | JP | Anmerkungen                                                    |
| ---- | -------------- | --- | -------------------------------------------------------------- |
| 2005 | Beni           | JP14 (6 Wo.)JP | Erstveröffentlichung: 9. Februar 2005 Verkäufe JP: + 24.827    |
| 2006 | Girl 2 Lady    | JP93 (2 Wo.)JP | Erstveröffentlichung: 22. Februar 2006 Verkäufe JP: + 3.597    |
| 2007 | Gem            | JP126 (1 Wo.)JP | Erstveröffentlichung: 25. April 2007 Verkäufe JP: + 1.568      |
| 2009 | Bitter & Sweet | JP5 Gold · (18 Wo.)JP | Erstveröffentlichung: 2. September 2009 Verkäufe JP: + 109.940 |
| 2010 | Lovebox        | JP1 (14 Wo.)JP | Erstveröffentlichung: 2. Juni 2010 Verkäufe JP: + 57.083       |
| 2010 | Jewel          | JP11 (10 Wo.)JP | Erstveröffentlichung: 8. Dezember 2010 Verkäufe JP: + 28.699   |
| 2011 | Fortune        | JP5 (8 Wo.)JP | Erstveröffentlichung: 2. November 2011 Verkäufe JP: + 24.204   |
| 2013 | Red            | JP7 (8 Wo.)JP | Erstveröffentlichung: 31. Juli 2013 Verkäufe JP: + 19.209      |
| 2015 | Undress        | JP14 (6 Wo.)JP | Erstveröffentlichung: 25. November 2015 Verkäufe JP: + 10.296  |
| 2018 | Cinematic      | JP36 (3 Wo.)JP | Erstveröffentlichung: 28. November 2018 Verkäufe JP: + 2.277   |
| 2020 | Y/our Song     | JP27 (2 Wo.)JP | Erstveröffentlichung: 16. September 2020                       |

### Livealben
| Jahr | Titel                             | Höchstplatzierung, Gesamtwochen, AuszeichnungChartsChartplatzierungen (Jahr, Titel, Platzierungen, Wochen, Auszeichnungen, Anmerkungen) | Anmerkungen                                                  |
| Jahr | Titel                             | JP | Anmerkungen                                                  |
| ---- | --------------------------------- | --- | ------------------------------------------------------------ |
| 2010 | Bitter & Sweet Release Tour Final | JP50 (5 Wo.)JP | Erstveröffentlichung: 10. März 2010 Verkäufe JP: + 6.143     |
| 2011 | Lovebox Live Tour                 | JP48 (4 Wo.)JP | Erstveröffentlichung: 16. März 2011 Verkäufe JP: + 4.059     |
| 2012 | Jewel Concert Tour                | JP42 (3 Wo.)JP | Erstveröffentlichung: 25. Januar 2012 Verkäufe JP: + 4.019   |
| 2012 | MTV Unplugged                     | JP39 (6 Wo.)JP | Erstveröffentlichung: 23. Mai 2012 Verkäufe JP: + 5.156      |
| 2012 | Fortune Tour                      | JP50 (4 Wo.)JP | Erstveröffentlichung: 19. Dezember 2012 Verkäufe JP: + 4.366 |
| 2013 | Beni Red Live Tour 2013           | JP34 (2 Wo.)JP | Erstveröffentlichung: 18. Dezember 2013 Verkäufe JP: + 3.414 |

### Kompilationen
| Jahr | Titel                                   | Höchstplatzierung, Gesamtwochen, AuszeichnungChartsChartplatzierungen (Jahr, Titel, Platzierungen, Wochen, Auszeichnungen, Anmerkungen) | Anmerkungen                                               |
| Jahr | Titel                                   | JP | Anmerkungen                                               |
| ---- | --------------------------------------- | --- | --------------------------------------------------------- |
| 2008 | Chapter One: Complete Collection        | JP166 (1 Wo.)JP | Erstveröffentlichung: 5. März 2008 Verkäufe JP: + 1.000   |
| 2014 | Best All Singles & Covers Hit Selection | JP4 Gold · (23 Wo.)JP | Erstveröffentlichung: 11. Juni 2014 Verkäufe JP: + 53.795 |

### Coveralben
| Jahr | Titel           | Höchstplatzierung, Gesamtwochen, AuszeichnungChartsChartplatzierungen (Jahr, Titel, Platzierungen, Wochen, Auszeichnungen, Anmerkungen) | Anmerkungen                                                   |
| Jahr | Titel           | JP | Anmerkungen                                                   |
| ---- | --------------- | --- | ------------------------------------------------------------- |
| 2012 | Covers          | JP2 Platin · (69 Wo.)JP | Erstveröffentlichung: 21. März 2012 Verkäufe JP: + 235.345    |
| 2012 | Covers: 2       | JP5 Platin · (49 Wo.)JP | Erstveröffentlichung: 7. November 2012 Verkäufe JP: + 156.110 |
| 2013 | Covers: 3       | JP2 Gold · (20 Wo.)JP | Erstveröffentlichung: 18. Dezember 2013 Verkäufe JP: + 65.246 |
| 2017 | Covers the City | JP11 (7 Wo.)JP | Erstveröffentlichung: 13. September 2017 Verkäufe JP: + 9.174 |

### Konzeptalben
| Jahr | Titel                                                              | Höchstplatzierung, Gesamtwochen, AuszeichnungChartsChartplatzierungen (Jahr, Titel, Platzierungen, Wochen, Auszeichnungen, Anmerkungen) | Anmerkungen                                              |
| Jahr | Titel                                                              | JP | Anmerkungen                                              |
| ---- | ------------------------------------------------------------------ | --- | -------------------------------------------------------- |
| 2016 | Shiki Uta Summer (四季うた Summer) Vier-Jahreszeiten-Lieder Sommer | JP22 (5 Wo.)JP | Erstveröffentlichung: 29. Juni 2016 Verkäufe JP: + 5.829 |

## Singles
| Jahr | Titel Album | Höchstplatzierung, Gesamtwochen, AuszeichnungChartsChartplatzierungen (Jahr, Titel, Album, Platzierungen, Wochen, Auszeichnungen, Anmerkungen) | Anmerkungen                                                                  |
| Jahr | Titel Album | JP | Anmerkungen                                                                  |
| ---- | --- | --- | ---------------------------------------------------------------------------- |
| 2004 | Harmony Beni | JP26 (5 Wo.)JP | Erstveröffentlichung: 9. Juni 2004 Verkäufe JP: + 14.182                     |
| 2004 | Infinite… Beni | JP24 (4 Wo.)JP | Erstveröffentlichung: 20. Oktober 2004 Verkäufe JP: + 10.116                 |
| 2004 | Here Alone Beni                                                                                                   | JP14 (9 Wo.)JP | Erstveröffentlichung: 25. November 2004 Verkäufe JP: + 35.115                |
| 2005 | Miracle Beni | JP98 (1 Wo.)JP | Erstveröffentlichung: 9. Februar 2005 Verkäufe JP: + 1.287                   |
| 2005 | Hikari no Kazu Dake Glamorous (光の数だけグラマラス) Schon alleine die Anzahl der glamourösen Lichter Girl 2 Lady | JP40 (2 Wo.)JP | Erstveröffentlichung: 1. Juni 2005 Verkäufe JP: + 4.259                      |
| 2005 | Cherish Girl 2 Lady                                                                                               | JP96 (1 Wo.)JP | Erstveröffentlichung: 7. Dezember 2005 Verkäufe JP: + 1.060                  |
| 2006 | How Are U? Gem | — | Erstveröffentlichung: 20. September 2006                                     |
| 2007 | Luna Gem | JP77 (3 Wo.)JP | Erstveröffentlichung: 28. Februar 2007 Verkäufe JP: + 2.670                  |
| 2008 | Mō Ichi do… (もう一度...) Noch einmal… Bitter & Sweet                                                             | JP7 (16 Wo.)JP | Erstveröffentlichung: 11. Juni 2008 Verkäufe JP: + 82.777 Single mit Dohzi-T |
| 2008 | Mō Nido to… (もう二度と・・・) Nie wieder… Bitter & Sweet                                                         | JP20 Gold (Mobile Downloads) · (7 Wo.)JP | Erstveröffentlichung: 10. Dezember 2008 Verkäufe JP: + 14.326                |
| 2009 | Kiss Kiss Kiss Bitter & Sweet                                                                                     | JP40 Gold (Mobile Downloads) · (6 Wo.)JP | Erstveröffentlichung: 8. April 2009 Verkäufe JP: + 5.345                     |
| 2009 | Koi Kogarete (恋焦がれて) Sehnsucht nach Leidenschaft Bitter & Sweet                                              | JP70 (2 Wo.)JP | Erstveröffentlichung: 10. Juni 2009 Verkäufe JP: + 1.723                     |
| 2009 | Zutto Futari de (ずっと二人で) Wir für immer zusammen Bitter & Sweet                                              | JP67 Gold (Mobile Downloads) · (2 Wo.)JP | Erstveröffentlichung: 12. August 2009 Verkäufe JP: + 1.784                   |
| 2009 | Kira Kira Bitter & Sweet                                                                                          | JP94 (1 Wo.)JP | Erstveröffentlichung: 4. November 2009 Verkäufe JP: + 792                    |
| 2010 | Sign (サイン) Lovebox                                                                                             | JP50 (2 Wo.)JP | Erstveröffentlichung: 20. Januar 2010 Verkäufe JP: + 2.232                   |
| 2010 | Bye Bye Lovebox                                                                                                   | JP57 (2 Wo.)JP | Erstveröffentlichung: 10. März 2010 Verkäufe JP: + 1.485                     |
| 2010 | Yurayura / Gimme Gimme (ユラユラ / ギミギミ♥) Schwankend Lovebox                                                  | JP20 (3 Wo.)JP | Erstveröffentlichung: 5. Mai 2010 Verkäufe JP: + 5.227                       |
| 2010 | Heaven’s Door Jewel                                                                                               | JP49 (2 Wo.)JP | Erstveröffentlichung: 11. August 2010 Verkäufe JP: + 3.041                   |
| 2010 | 2 Face Jewel | JP68 (1 Wo.)JP | Erstveröffentlichung: 11. August 2010 Verkäufe JP: + 1.875                   |
| 2011 | Suki Dakara. (好きだから.) Deshalb liebe ich dich. Fortune                                                        | JP46 Gold (Digital) · (2 Wo.)JP | Erstveröffentlichung: 8. Juni 2011 Verkäufe JP: + 2.149                      |
| 2011 | Koe wo Kikasete / Crazy Girl (声を聞かせて / crazy girl) Lass mich deine Stimme hören Fortune                     | JP49 (1 Wo.)JP | Erstveröffentlichung: 14. September 2011 Verkäufe JP: + 1.417                |
| 2011 | Darlin’ Fortune                                                                                                   | JP74 (1 Wo.)JP | Erstveröffentlichung: 12. Oktober 2011 Verkäufe JP: + 664                    |
| 2012 | Eien (永遠) Ewigkeit Red                                                                                          | JP75 Gold (Digital) · (2 Wo.)JP | Erstveröffentlichung: 25. Januar 2012 Verkäufe JP: + 1.426                   |
| 2013 | Satsuki Ame (さつきあめ) Früher Sommerregen Red                                                                   | JP41 (3 Wo.)JP | Erstveröffentlichung: 24. April 2013 Verkäufe JP: + 3.669                    |
| 2013 | Our Sky Red | JP56 (1 Wo.)JP | Erstveröffentlichung: 26. Juni 2013 Verkäufe JP: + 1.342                     |
| 2013 | Kona Yuki (粉雪) Pulverschnee Covers: 3                                                                           | JP121 (1 Wo.)JP | Erstveröffentlichung: 20. November 2013 Verkäufe JP: + 559                   |
| 2015 | Forever (フォエバ) Undress                                                                                        | JP80 (1 Wo.)JP | Erstveröffentlichung: 12. August 2015 Verkäufe JP: + 765                     |

Weitere Singles
- 2008: Mō Ichi do... (もう一度…) Again (Dohzi-T feat. Beni, JP: Gold, JP: Gold (Downloads), JP: Diamant (Klingelton), JP: ×2Doppelplatin (Mobile Downloads) )

## Musikvideos
1. Harmony
2. Infinite…
3. Here Alone
4. Miracle
5. Hikari no Kazu Dake Glamorous (光の数だけグラマラス)
6. Cherish
7. How Are U?
8. Luna
9. Koibumi (恋文)
10. Mō Nido to… (もう二度と・・・)
11. Superstar
12. Kiss Kiss Kiss
13. Koi Kogarete (恋焦がれて)
14. Zutto Futari de (ずっと二人で)
15. Kira Kira
16. Sign (サイン)
17. Bye Bye
18. Gimme Gimme
19. Yura Yura (ユラユラ)
20. Heaven’s Door
21. 2Face
22. Suki Dakara. (好きだから.)
23. Koe wo Kikasete (声を聞かせて)
24. Crazy Girl
25. Darlin’
26. Eien (永遠)
27. Ti Amo
28. Hitomi wo Tojite (瞳をとじて)
29. Lovers Again
30. Utautai no Ballad (歌うたいのバラッド)
31. I Love You
32. Pieces of a Dream
33. Satsuki Ame (さつきあめ)
34. Run Away (ランナウェイ)
35. Our Sky
36. Konayuki (粉雪)
37. Mō Nido to… Rebirth (もう二度と・・・)
38. Forever (フォエバ)
39. Baby
40. Tattoo
41. Cat’s Eye
42. BFF
43. Natsu no Omoide (夏の思い出)
44. Summer Lovers (サマーラバーズ)
45. Shin Takarajima (新宝島)
46. Pullback
47. Last Love Letter
48. Yumeiro Biyori (夢色日和)
49. Beautiful
50. Dakedo Hanate (だけど放て)
51. Rm 302

- Zusammenarbeiten

1. Mō Ichido… (もう一度...) (mit Dohzi-T)
2. The Boy Is Mine (mit Tynisha Keli)
3. Chasin’ (mit IO)

- Alternative Versionen

1. Zutto Futari de (Unplugged Version)
2. Fun Fun Christmas

## Statistik

### Chartauswertung
|                     | JP     |
| ------------------- | ------ |
| Nummer-eins-Alben   | JP1JP  |
| Top-10-Alben        | JP8JP  |
| Alben in den Charts | JP24JP |

|                       | JP     |
| --------------------- | ------ |
| Nummer-eins-Singles   | JP—JP  |
| Top-10-Singles        | JP1JP  |
| Singles in den Charts | JP26JP |

### Auszeichnungen für Musikverkäufe
Anmerkung: Auszeichnungen in Ländern aus den Charttabellen bzw. Chartboxen sind in ebendiesen zu finden.
| Land/RegionAuszeichnungen für Musikverkäufe (Land/Region, Auszeichnungen, Verkäufe, Quellen) | Gold       | Platin     | Diamant  | Verkäufe  | Quellen        |
| -------------------------------------------------------------------------------------------- | ---------- | ---------- | -------- | --------- | -------------- |
| Japan (RIAJ)                                                                                 | 10× Gold10 | 4× Platin4 | Diamant1 | 3.000.000 | riaj.or.jp JP2 |
| Insgesamt                                                                                    | 10× Gold10 | 4× Platin4 | Diamant1 |           |                |

## Lieder
Geordnet nach Veröffentlichung
1. Harmony
2. Silhouette
3. Emotion
4. Infinite…
5. Flower on the Earth
6. Eternal Flame
7. Here Alone
8. Song for Love
9. Miracle
10. Break Out
11. True Fighter
12. Gems
13. Daphne
14. Step
15. Always
16. Give Me Up
17. Hikari no Kazu Dake Glamorous (光の数だけグラマラス)
18. The Power
19. Cherish
20. Goal
21. Work That Body
22. Wake Up
23. Heart 2 Heart
24. Into the Sky
25. Secret Lover
26. Taiyō ga Tsuki wo Terashite (太陽が月を照らして)
27. Koi Meguri (恋めぐり)
28. Come Close to Me
29. How Are U?
30. Surrender
31. Luna
32. No Pain, No Gain
33. Bad Girl
34. Mermaid
35. Losin’ Control
36. Loved
37. Paradise
38. Mirror Mirror
39. Sweet but Empty
40. Koibumi (恋文)
41. Southern Star
42. Mellow Parade
43. Big Bang
44. Mō Nido to… (もう二度と・・・)
45. Stay
46. Kiss Kiss Kiss
47. Signal
48. Koi Kogarete (恋焦がれて)
49. Cruise the World
50. Forever 21
51. Zutto Futari de (ずっと二人で)
52. Stardust
53. With U
54. Anything Goes!!
55. Kira Kira
56. Go On
57. Shinjisasete (信じさせて)
58. Nice & Slow
59. Beautiful World
60. Sign (サイン)
61. Gon’ Luv U
62. Bye Bye
63. Stylish
64. Gimme Gimme (ギミギミ♥)
65. Yura Yura (ユラユラ)
66. Hitomi Tojite (瞳とじて)
67. A Million Jewels
68. Kimi Ja Nakya (君じゃなきゃ)
69. Move
70. Break the Rules
71. He Is Mine
72. My Friend (マイ・フレンド)
73. Message
74. Heaven’s Door
75. I Like It
76. 2Face
77. Toki wo Tomete (トキヲトメテ)
78. Daisuki na no ni (大好きなのに)
79. Lovin’ U
80. See U Again
81. First Time
82. Heartbreaker
83. Don’t Let Go
84. Smile
85. Kimi to Nara (君となら)
86. Wasurenaide ne (忘れないでね)
87. Suki Dakara. (好きだから.)
88. One in a Million
89. Koe wo Kikasete (声を聞かせて)
90. Crazy Girl
91. Darlin’
92. Last Song
93. Memory
94. My World
95. Secret
96. Yes or No?
97. Oh Yeah!
98. Unmei no Hito (運命の人)
99. Only One
100. Eien (永遠)
101. Saigo no Uso (最後の嘘)
102. Satsuki Ame (さつきあめ)
103. Our Sky
104. Home Sweet Home
105. AM 2:00
106. Reason
107. Fly High
108. Concrete Rose
109. Red
110. Angel
111. Sweet Danger
112. Sands of Time
113. Two Hearts
114. Your Song
115. Mō Nido to… Rebirth (もう二度と・・・)
116. Forever (フォエバ)
117. Baby
118. Tattoo
119. Do It Right
120. BFF
121. Meow
122. Kimi no Kakera (キミノカケラ)
123. Yokogao (横顔)
124. Papa
125. Deep Sweet Easy
126. Sayonara
127. Zero
128. Clothes Off
129. Summer Lovers (サマーラバーズ)
130. Baby Blue
131. Hanabi (花火)
132. Summer Night Fever (サマー・ナイト・フィーバー)
133. Natsu ga Owaru Koro (夏が終わる頃)
134. Mienai Start (見えないスタート)
135. Got a Feeling
136. Candy
137. Ready25
138. Pullback
139. Last Love Letter
140. Money
141. S.U.K.I.
142. Cry
143. Arigato
144. Happy
145. Yumeiro Biyori (夢色日和)
146. Missing Piece
147. Beautiful
148. Dakedo Hanate (だけど放て)
149. Don’t You Stop
150. L.I.F.E.: Love Is Forever Evolving
151. Made in Love
152. Do It
153. Unison
154. Rm 302
155. Your Love + My Love

- Cover

1. I Saw Mommy Kissing Santa Claus
2. Oh, Happy Day
3. Call Me, Beep Me! (original von Christina Milian)
4. Time Atfer Time (original von Cyndi Lauper)
5. Diggin’ on You (original von TLC)
6. Superstar (original von Carpenters)
7. Ti Amo (original von Exile)
8. La La La Love Song (original von Toshinobu Kubota)
9. Hitomi wo Tojite (瞳をとじて) (original von Ken Hirai)
10. Kanade (奏 (かなで)) (original von Sukima Switch)
11. One More Time, One More Chance (original von Masayoshi Yamazaki)
12. Robinson (ロビンソン) (original von Kusano Masamune)
13. Suddenly: Love Story wa Totsuzen ni (Suddenly-ラブ・ストーリーは突然に-) (original von Kazumasa Oda)
14. Moi Koi Nante Shinai (もう恋なんてしない) (original von Noriyuki Makihara)
15. Sakurazaka (桜坂) (original von Masaharu Fukuyama)
16. Koko ni Shika Sakanai Hana (ここにしか咲かない花) (original von Kobukuro)
17. Ima no Kimi wo Wasurenai (今のキミを忘れない) (original von Naoto Inti Raymi)
18. Itoshi no Elie (いとしのエリー) (original von Southern All Stars)
19. True Love (original von Fujii Fumiya)
20. Lovers Again (original von Exile)
21. Shiroi Koibitotachi (白い恋人達) (original von Keisuke Kuwata)
22. Utautai no Ballad (歌うたいのバラッド) (original von Kazuyoshi Saito)
23. Pieces of a Dream (original von Chemistry)
24. Rakuen (楽園) (original von Ken Hirai)
25. Cherry (チェリー) (original von Spitz)
26. Christmas Eve (クリスマス・イブ) (original von Tatsuro Yamashita)
27. Hajimari wa Itsumo Ame (はじまりはいつも雨) (original von Aska)
28. I Love You (original von Yutaka Ozaki)
29. Chiisana Koi no Uta (小さな恋のうた) (original von Mongol800)
30. Seppun (接吻) (original von Original Love)
31. Towa ni (永遠に) (original von The Gospellers)
32. Squall (original von Masaharu Fukuyama)
33. Run Away (ランナ・ウェイ) (original von Chanels)
34. Konayuki (粉雪) (original von Remioromen)
35. Namida no Kiss (涙のキッス) (original von Southern All Stars)
36. Ai Uta (愛唄) (original von Greeeen)
37. Hana (花) (original von Orange Range)
38. Zenryoku Shounen (全力少年) (original von Sukima Switch)
39. Wine Red no Kokoro (ワインレッドの心) (original von Chitai Anzen)
40. Kaede (楓) (original von Spitz)
41. Won’t Be Long (original von Bubble Gum Brothers)
42. Shimanchu nu Takara (島人ぬ宝) (original von Begin)
43. Wow War Tonight: Toki ni wa Okose yo Movement (~時には起こせよムーヴメント) (original von H Jungle with T)
44. Sankyu. (サンキュ.) (original von Dreams Come True)
45. Fun Fun Christmas (original von Che’Nelle, Tee und Leo)
46. Cat’s Eye (original von Anri)
47. Natsu no Omoide (夏の思い出) (original von Ketsumeishi)
48. Shin Takarajima (新宝島) (original von Sakanaction)
49. Umi no Koe (海の声) (original von Kenta Kiriya)
50. Koi Oto to Amazora (恋音と雨空) (original von AAA)
51. Nandemonaiya (original von Radwimps)
52. Himawari no Yakusoku (まわりの約束) (original von Motohiro Hata)
53. Heavy Mellow (ヘビーメロウ) (original von Spitz)
54. Mahōtte Itteī Kana? (魔法って言っていいかな?) (original von Ken Hirai)
55. Sugar Song to Bitter Step (シュガーソングとビターステップ) (original von Unison Square Garden)
56. Kazoku ni Narō yo (家族になろうよ) (original von Masaharu Fukuyama)
57. Zutto Suki Datta (ずっと好きだった) (original von Kazuyoshi Saito)
58. R.Y.U.S.E.I. (original von J Soul Brothers)
59. That’s the Way Love Goes (original von Janet Jackson)

- Zusammenarbeiten

1. Flash (mit Kohei Japan)
2. Flash Flash (mit Kohei Japan)
3. Summer Days (mit Dohzi-T und Shingo.S)
4. Mō Ichido… (もう一度...) (mit Dohzi-T)
5. Late Night (mit Equip)
6. By My Side (mit Equip)
7. Star in My Sky (mit DJ Makai)
8. Finally (mit DJ Makai)
9. The Boy Is Mine (mit Tynisha Keli)
10. L.O.T. (Love or Truth) (mit M-Flo)
11. Heaven (mit Dohzi-T)
12. Dakishimete (抱きしめて) (mit Dohzi-T)
13. Girl’s Night (mit Jamosa)
14. L.O.V.E. (mit D.I)
15. Doko Mademo… (mit Dohzi-T)
16. Let Me Love You (Until You Learn to Love Yourself) (mit Ne-Yo)
17. Ue wo Muite Arukou (mit Sérgio Mendes)
18. When You Wish upon a Star (mit Mary J. Blige)
19. Chasin’ (mit IO)
20. One Last Time (mit Hiroomi Tosaka)
21. No One Else like You (mit Michael Kaneko)
22. Cinematic (mit Sara-J)
23. New Language (mit Maika Loubté)
24. UI (mit Devin Morrison)

- Übergänge

1. Bitter & Sweet Intro
2. Lovebox Intro
3. Jewel Intro
4. Fortune Intro
5. Intro (Red)
6. Intro (Undress)
7. Intro (Cinematic)